# Jardín de ciruelos en Kameido
Jardín de ciruelos en Kameido (亀戸梅屋舗 Kameido Umeyashiki?) es un grabado en madera del género ukiyo-e, obra del artista japonés Hiroshige. Se publicó en 1857 como el trigésimo grabado de la serie Cien famosas vistas de Edo y representa árboles de Prunus mume en flor.
Vincent van Gogh, influenciado por los grabados japoneses, reprodujo la imagen en su cuadro de 1887 Ciruelo en flor (según Hiroshige).

## Cien famosas vistas de Edo
La imagen es parte de la serie Cien famosas vistas de Edo, que en realidad cuenta con 119 estampas de lugares populares en la ciudad de Edo —el Tokio moderno—. La serie fue la primera en presentar tantos paisajes por separado.
La serie se produjo entre 1856 y 1859; Utagawa Hiroshige II la finalizó tras la muerte del propio Hiroshige en 1858. Este grabado es el número treinta de la serie, dentro de su sección de primavera, y se publicó en el undécimo mes de 1857. El conjunto fue encargado poco después del terremoto de Edo de 1855 y los incendios posteriores, y presentaba muchos de los edificios recientemente reconstruidos o reparados. Es posible que las impresiones hayan conmemorado o ayudado a llamar la atención de los ciudadanos de Edo sobre el progreso de la reconstrucción. Los grabados son de orientación vertical, lo que supuso una ruptura con la tradición ukiyo-e de impresiones de paisajes y resultó popular entre su audiencia.

## Descripción

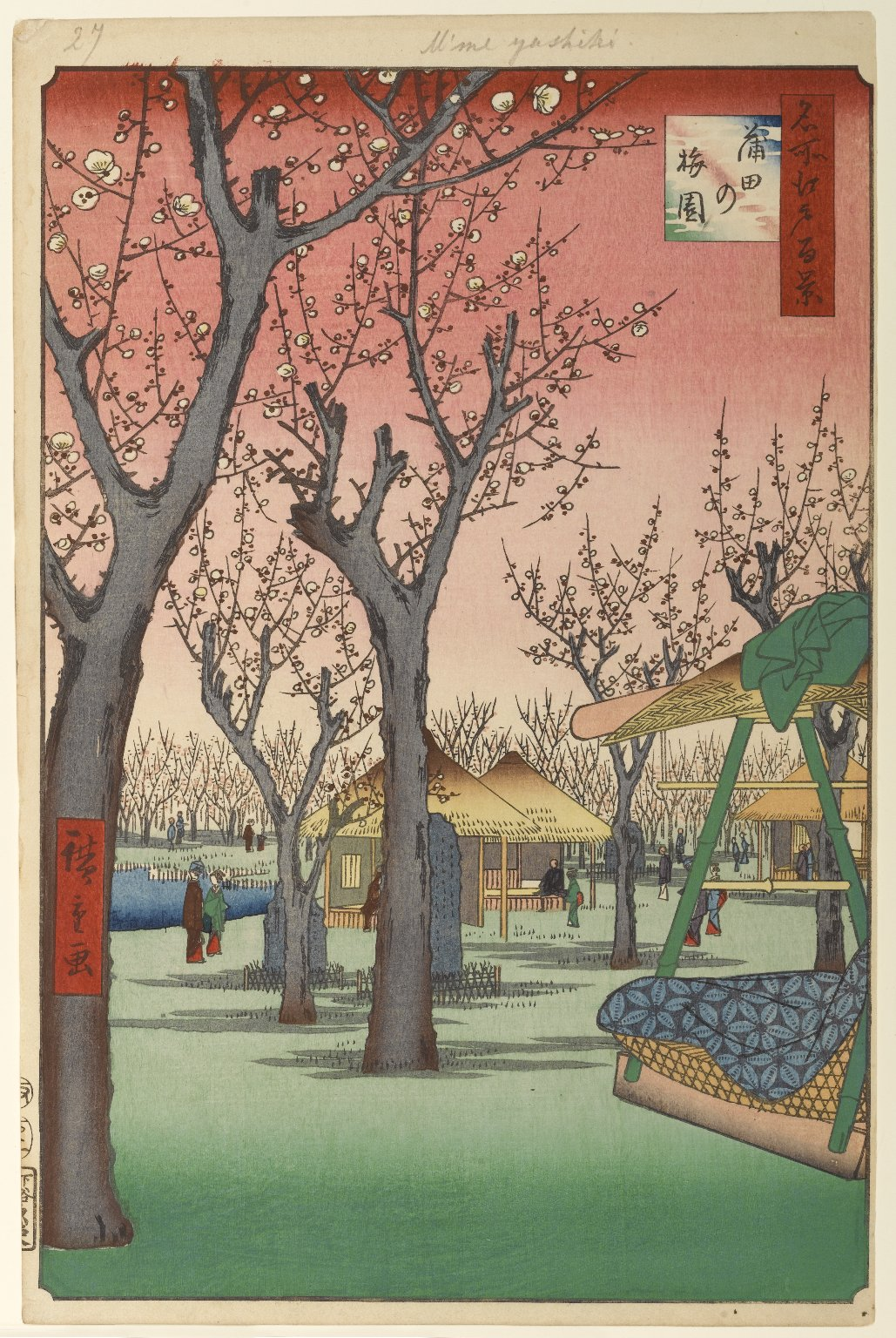
La estampa número veintisiete, Jardín de ciruelos en Kamada (蒲田の梅園, Kamada no umezono) muestra un esquema de color y sujeto similar.

El grabado muestra parte del árbol más famoso de Edo, el «Ciruelo del Dragón Durmiente» (臥竜梅 garyūbai?), un ume de gran tamaño que sobrevivió hasta 1910 y que se caracterizaba por sus ramas que se introducían y salían del suelo curvándose. El árbol se muestra con una composición abstracta, con ramas anchas que ocupan gran parte del primer plano pero recortadas por el marco de la imagen dando un parecido a la caligrafía japonesa. El árbol está situado en Umeyashiki, un jardín de ciruelos a orillas del río Sumida en Kameido. Entre las ramas del ciruelo se ven más árboles y pequeñas figuras detrás de una valla baja, que contemplan la flor del ciruelo. En primer plano, en la parte superior izquierda de la imagen, hay un cartel que posiblemente prohíbe el vandalismo.
La imagen demuestra el dominio de Hiroshige de los paisajes japoneses y utiliza su perspectiva exagerada desde un solo punto de fuga, mediante la cual los objetos más cercanos a la vista aumentan de tamaño. La colocación del sujeto sin detalles, «demasiado cerca de la lente», tiene como objetivo atraer la atención hacia la escena más lejana. Además, el uso del cielo rojo antinatural tiene el efecto de aplanar el espacio visible.

## Influencia

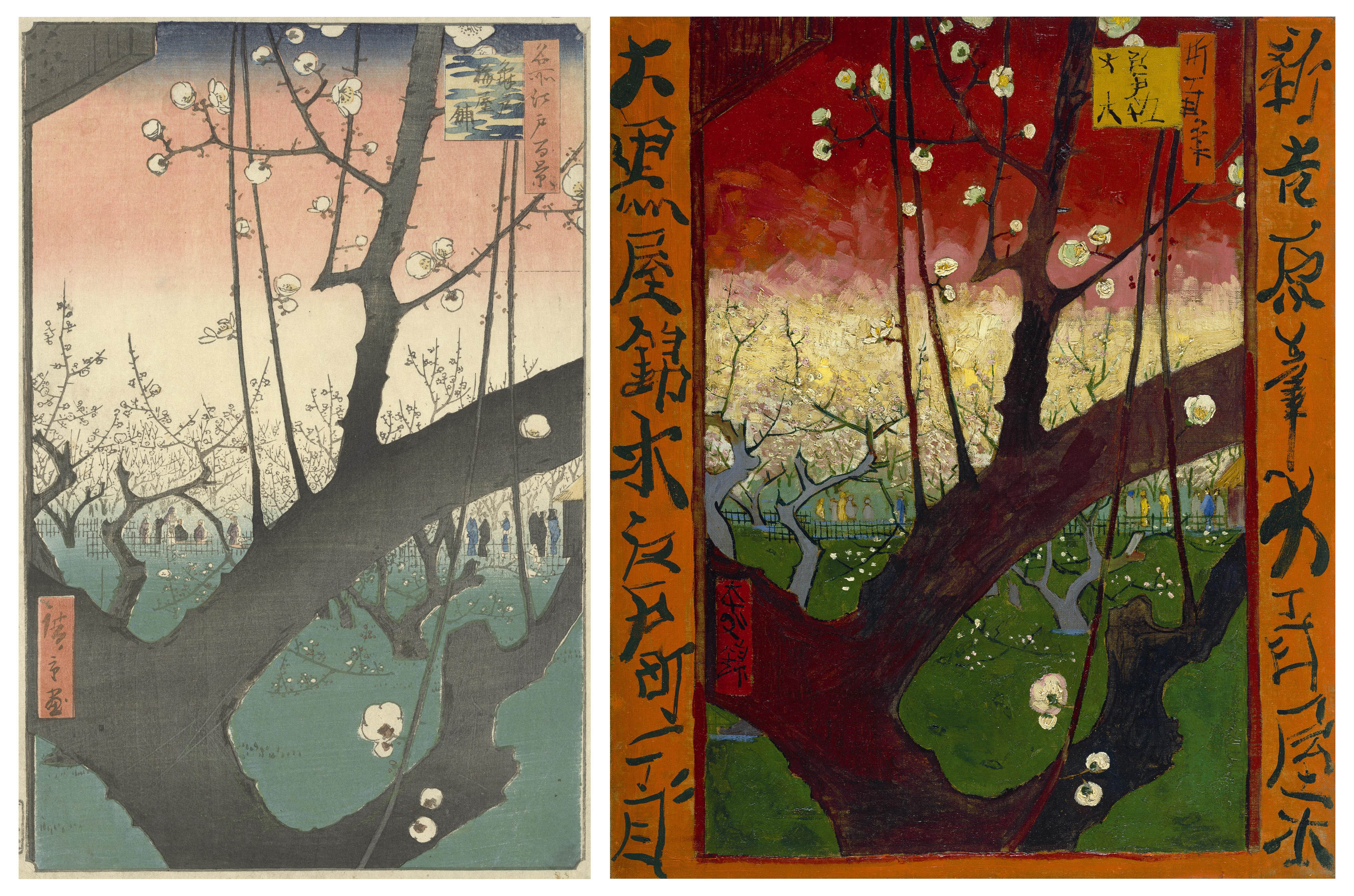
La estampa original de Hiroshige y la copia al óleo de Van Gogh.

Las impresiones más populares de Hiroshige se produjeron por decenas de miles a un bajo costo individual y, debido a la apertura de Japón tras 1853, fueron populares tanto en el país nipón como en Europa, donde tuvieron una gran influencia en los artistas impresionistas.
Vincent van Gogh fue un ávido coleccionista de grabados japoneses y decoraba su estudio con ellos. Estuvo fuertemente influenciado por estas estampas, particularmente las de Hiroshige, y en 1887 pintó copias de dos de las Cien famosas vistas de Edo: El puente Ōhashi en Atake bajo una lluvia repentina y Jardín de ciruelos en Kameido. Hizo estas copias para probar por sí mismo elementos que admiraba, como la composición recortada, el uso decorativo del color, grandes bloques de color con contornos fuertes, pinceladas planas y elementos diagonales. Van Gogh ignoró el sombreado presente en el tronco y el fondo de la imagen de Hiroshige, que implicaba la edad del árbol, y en su lugar utilizó colores con más «pasión» y «juventud».